# Ra'anan Kohen
Ra'anan Kohen (hebrejsky: רענן כהן) je izraelský politik a bývalý poslanec Knesetu za Stranu práce.

## Biografie
Narodil se 28. února 1941 v Bagdádu v Iráku. V roce 1951 přesídlil do Izraele. Sloužil v izraelské armádě, kde dosáhl hodnosti Sergeant Majot (Rav Samal Mitkadem). Vystudoval Telavivskou univerzitu, kde získal doktorát z blízkovýchodních studií. Hovoří hebrejsky, anglicky a arabsky.

## Politická dráha
Působil jako poradce v mládežnickém hnutí ha-No'ar ha-Oved ve-ha-Lomed a v letech 1961–1970 byl tajemníkem mládežnické organizace Strany práce v Bnej Brak. V letech 1975–1986 řídil sekci Strany práce pro Drúzy a Araby. V letech 1986–1992 byl předsedou volebního výboru Strany práce. V roce 1990 se stal předsedou Hnutí pro integraci vysloužilých vojáků. Od ledna 1998 byl generálním tajemníkem Strany práce.
V izraelském parlamentu zasedl poprvé po volbách do Knesetu v roce 1988, v nichž nastupoval za stranu Ma'arach, do níž se tehdy začlenila Strana práce. Zastával post člena parlamentního finančního výboru, výboru pro zahraniční záležitosti a obranu, výboru House Committee a výboru státní kontroly. Mandát obhájil ve volbách do Knesetu v roce 1992, nyní již za kandidátní listinu Strany práce. Opět usedl do výboru státní kontroly, výboru House Committee a výboru pro zahraniční záležitosti a obranu. Předsedal podvýboru pro práva spotřebitelů. Navíc působil jako předseda poslaneckého klubu Strany práce a jako šéf koaličních poslanců. Opětovně se dočkal zvolení ve volbách do Knesetu v roce 1996. Zase se stal členem několika výborů. Šlo o výbor státní kontroly, výbor pro zahraniční záležitosti a obranu a výboru House Committee. Podržel si post předsedy poslaneckého klubu Strany práce.
Členem Knesetu zůstal i po volbách v roce 1999, nyní pod střechovou organizací Jeden Izrael, do které se v té době sloučilo několik politických subjektů včetně Strany práce. Zasedal pak ve výboru House Committee, výboru státní kontroly a výboru pro zahraniční záležitosti a obranu. V letech 2000–2001 zastával post ministra sociální péče a sociálních služeb. V letech 2001–2002 pak ještě působil jako ministr bez portfeje.
Poslanecký mandát ukončil v průběhu volebního období v srpnu 2002 a odešel z politiky. V Knesetu ho nahradil Cali Rešef.